# Verena Loewensberg
Verena Loewensberg (28 de mayo de 1912 – 27 de abril de 1986) fue una pintora y diseñadora gráfica suiza.

## Vida
Verena Loewensberg fue la hija mayor de una familia de médicos de Zúrich. Después de dos años estudiando en la escuela de arte Kunstgewerbeschule (ahora llamada Schule für Gestaltung) en Basilea (1927-1929), comenzó a trabajar como tejedora textil en Speicher, Suiza. En 1931 se casó con el diseñador Hans Coray. La pareja tuvo dos hijos: Stephan en 1943 y Henriette en 1946. Tiempo después se separaron.
Loewensberg fue amiga durante toda su vida del pintor Max Bill y su esposa Binia.
En 1936 pintó los primeros cuadros concretos y en 1937 colaboró en la fundación de una asociación de artistas modernos en Zúrich. En el centro estaban los Zürcher Konkreten. Loewensberg se asoció con Max Bill, Camille Graeser y Richard Paul Lohse. Participó en exposiciones colectivas de mucho éxito. Además, se inspiró en la obra de Georges Vantongerloo y Piet Mondrian. En las décadas de 1950 y 1960 trabajó para Guhl and Geigy. También se dedicó a dar clases de pintura. 

## Exposiciones
- 1977: Galería Karin Fesel, Wiesbaden
- 1992: Retrospectiva. Galería de arte de Aargau, Aarau
- 7 de marzo al 25 de abril de 1999: Museum of Art-Free Art, Otterndorf (Alemania)
- 23 de noviembre de 2006 - 31 de marzo de 2007: Infinitas consecuencias. Casa Konstruktiv, Zúrich
- 22 de abril al 12 de junio de 2009: Verena Loewensberg - Imprenta Gráfica. Colección gráfica de la ETH, Zúrich
- 12 de mayo al 5 de agosto de 2012: Retrospectiva. Museo de Arte Winterthur